# Cessaniti
Cessaniti é uma comuna italiana da região da Calábria, província de Vibo Valentia, com cerca de 3.230 habitantes (2019). Estende-se por uma área de 17 km², tendo uma densidade populacional de 215 hab/km². Faz fronteira com Briatico, Filandari, Vibo Valentia, Zungri.

## Demografia
| Variação demográfica do município entre 1861 e 2011                               |
|                                                                                   |
| Fonte: Istituto Nazionale di Statistica (ISTAT) - Elaboração gráfica da Wikipedia |